# Světová náboženství

Světová náboženství převažující ve státech

Rozšíření náboženství podrobněji

Světová náboženství
(Encyclopaedia Britannica, 2005).
Abrahámovská náboženství: 53,5 %
indická náboženství: 19,7 %;
bez náboženství: 14,3 %;
náboženství Dálného Východu: 6,5 %;
kmenová náboženství: 4,0 %;
nová náboženská hnutí: 2,0 %.

Jako světová náboženství (anglicky World religions) jsou zpravidla označována světově rozšířená náboženství, které mají největší počet vyznavačů po celém světě, mezi ně se zpravidla řadí křesťanství, islám, judaismus, hinduismus a buddhismus. K pěti hlavním bývá často přičítán sikhismus, případně také zoroastrismus, který dominoval ve starověku na Blízkém východě a je považován za nejstarší světové náboženství vůbec, ale ustoupil kvůli islámské expanzi. Za světová jsou někdy považována také méně rozšířená univerzální náboženství jako džinismus a bahá’í. Méně, ale stále velmi často, se uvádí také východoasijská náboženství taoismus, konfuciánství a šintoismus, která však mohou být zahrnuta pod termíny jako čínská nebo japonská.
Od světových či velkých náboženství jsou pak odlišována lokální náboženství označovaná jako „lidová“, „etnická“ nebo „domorodá“, pod nimiž se obecně rozumí šamanismus, animismus a polyteismus, případně jsou jim dávány další přívlastky jako „přírodní“, „kmenová“, „primitivní“ nebo „původní“. Náboženstvím této kategorie byl během 20. století postupně přiznáván větší význam a vážnost. Jako zvláštní kategorie vedle světových náboženství jsou někdy také uváděna nová náboženská hnutí a různé formy ireligiozity jako například ateismus.
Podle starší analýzy Encyclopædia Britannica z roku 2005 vyznává křesťanství 33 % světové populace, islám 20 %, hinduismus 13 %, čínské lidové náboženství 6,3 % a buddhismus 5,9 %. Ateisté a lidé bez náboženství tvoří asi 14 % populace světa, domorodá kmenová náboženství vyznává 4 % lidstva.

## Pojem
Koncept světových náboženství se zrodil v západním uvažování a vychází ze staršího křesťanského pojetí, které rozdělovalo lidstvo na čtyři skupiny: křesťany, židy, muslimy a zbytek, označovaný zpravidla jako pohané (také modloslužebníci či polyteisté). Toto dělení bylo v druhé polovině 19. století a na počátku 20. nahrazeno systémem, který zahrnuje přibližně deset až dvanáct „světových náboženství“, někdy doplněný o seznam dalších menších náboženských tradic, a který byl široce přijímán ještě na počátku 21. století. Většina světových náboženství tak byla postupně vydělena ze souhrnného „pohanství“.
Světová náboženství jsou často dělena na západní neboli abrahámovská náboženství, a východní náboženství zvaná dharmická (od slova dharma, učení), což upomíná na tradiční dichotomii mezi Východem a Západem, přičemž v tomto dělení někdy zaujímá islám, občas též zoroastrismus, zvláštní pozici mezi Východem a Západem. Taktéž se používá dělení na náboženství vzniklá na Předním východě, v jižní Asii a na Dálném východě. Toto rozdělení upomíná na klasifikaci jazyků používanou v 19. století, které byly rozlišovány na semitské, árjovské (tedy indoevropské) a túránské („orientální“).
Americká badatelka Tomoko Masuzawa kritizuje pojem světová náboženství, respektive world religions, jako vágní a obskurní a upozorňuje na fakt že v původním pojetí pojem odkazoval na universalismus daného náboženského učení v kontrastu k náboženstvím etnickým. Jako světové náboženství tak bylo označováno především křesťanství, a stejný statut začal být v různé míře přiznáván buddhismu, případně i islámu, čímž došlo ke vzniku konceptu více světových náboženství.

## Hinduismus

Počet hinduistů vyjádřený v procentech

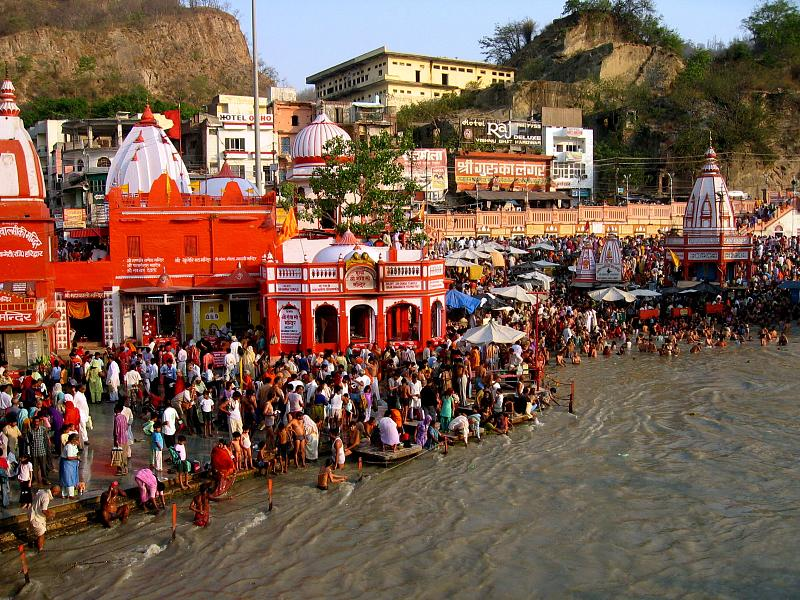
Posvátná řeka Ganga s hinduistickými poutníky

Hinduismus je nejstarším dodnes aktivním náboženstvím na světě. Má své kořeny v tradicích a dějinách Indie, kde vznikl někdy kolem roku 1800 př. n. l. Jeho stoupenci uctívají mnoho bohů, ale věří v Boha jediného – Brahma (absolutní duch), který je mimo lidský dosah a chápání. Hinduisté věří pouze v Brahmu, ale používají více názvů pro jeho vlastnosti. Dělí na višnuisty uctívající boha Višnua, šivaisty boha Šivu a šaktisty, kteří uctívají Déví jako nejvyšší brahma. Podle hinduistických svatých knih se dodnes v Indii udržuje kastovní systém. Sám Brahma totiž podle hinduistické tradice vytvořil čtyři varny (barvy) v době stvoření světa. Kastovní systém stojí dnes v Indii sice mimo zákon, ale kastovní rozdíly stále silně ovlivňují život ve venkovských oblastech Indie. Hlavní složkou náboženství je víra v nekonečný cyklus zrození, života na zemi, smrti a opětovného zrodu. Každý člověk se v dalším životě reinkarnuje podle skutků svého předchozího života.

### Hinduismus dnes
Na světě je dnes každý šestý člověk hinduista. V 19. a 20. století se objevila řada reformátorů, bojujících zejména proti kastovnímu systému, který odsuzuje miliony hinduistů z nejnižší kasty tzv. nedotknutelných k chudobě. Velké komunity hinduistů dnes žijí v Západní Indii, Africe, na Srí Lance, v Guyaně, na Fidži a Bali. Největší hinduistická komunita žijící mimo Indii existuje v Británii – více než milion lidí.

## Judaismus

Židovská populace vyjádřená v procentech

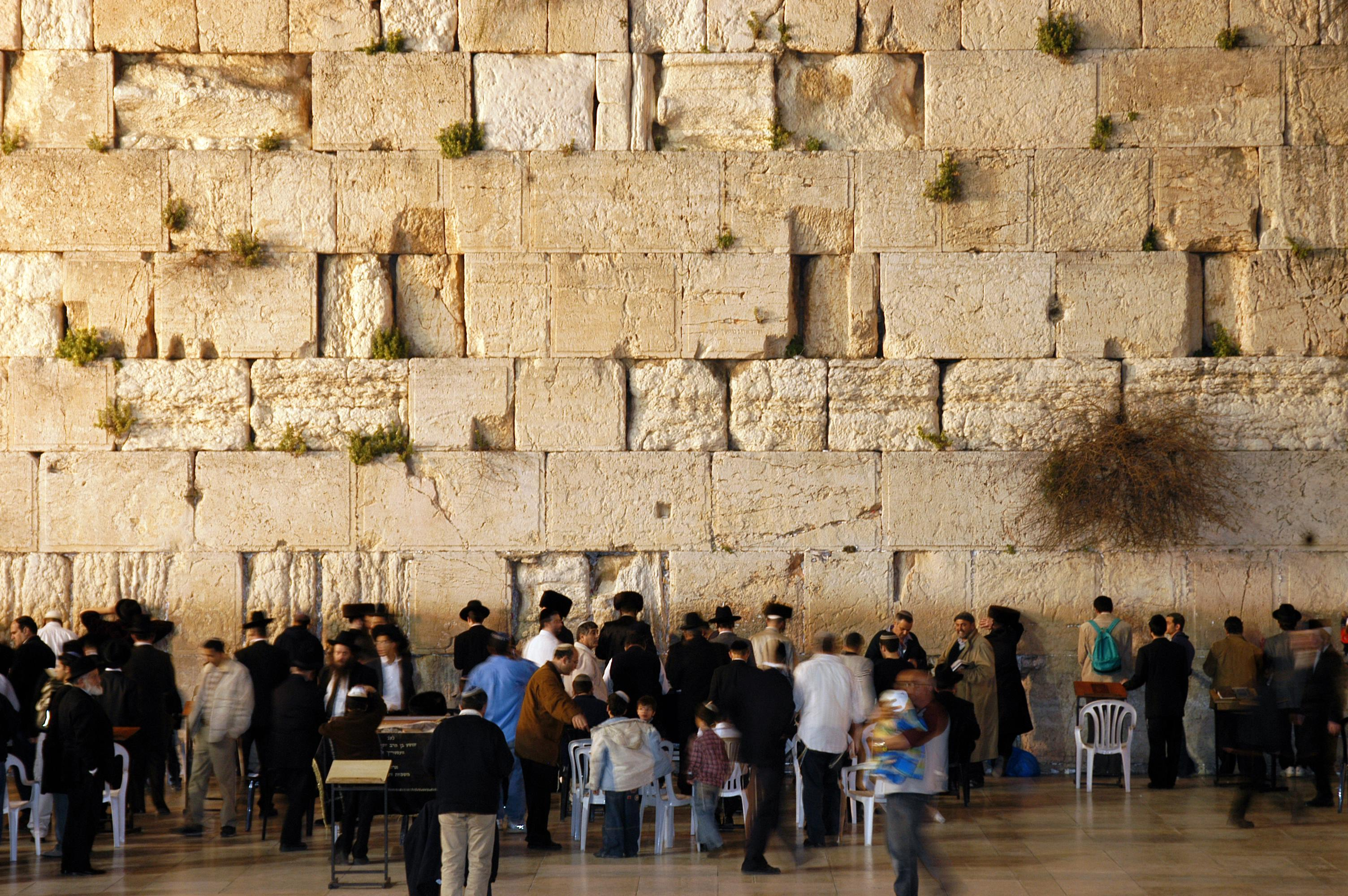
Židé modlící se u Zdi nářků

Dějiny judaismu sahají čtyři tisíce let do minulosti a nepočítáme-li hinduismus, je to nejstarší náboženství na světě. Judaismus je náboženstvím Židů, kteří žijí v komunitách na mnoha místech světa. Za zakladatele svého náboženství považují Židé Abrahama. Za toho, kdo dal tvar a formu tomuto náboženství, pak Mojžíše, který vyvedl národ z egyptského zajetí. Klíčovou složkou náboženství je dodržování určitého způsobu života – dodržování rituálů a předepsaných obřadů. Zajímavostí je, že za Žida je pokládán automaticky každý, kdo se narodil židovské matce. Židé věří, že jsou vyvoleným národem a že jim v božích záměrech připadá zvláštní úloha. Židem je možné se také stát během života skrze přijetí židovské víry (konverze), těmto konvertitům k judaismu se říkalo proselyté.

### Judaismus dnes
Největší židovská komunita se dnes nachází v USA. Na odchod židů z Evropy měla nepopiratelný vliv 2. světová válka, ve které zahynulo přes třicet procent světového židovstva. Z této rány se judaismus dodnes nezotavil a tuto skutečnost neovlivnil ani vznik státu Izrael v roce 1948. Stále více Židů se přiklání k světské kultuře, přestává dodržovat striktní pravidla, která jsou základem judaismu. Také počet smíšených manželství stále vzrůstá, a vzhledem k tomu, že jen necelá polovina dětí z těchto manželství zůstává u židovské víry, je budoucnost této komunity problematická.

## Buddhismus

Počet buddhistů vyjádřený v procentech

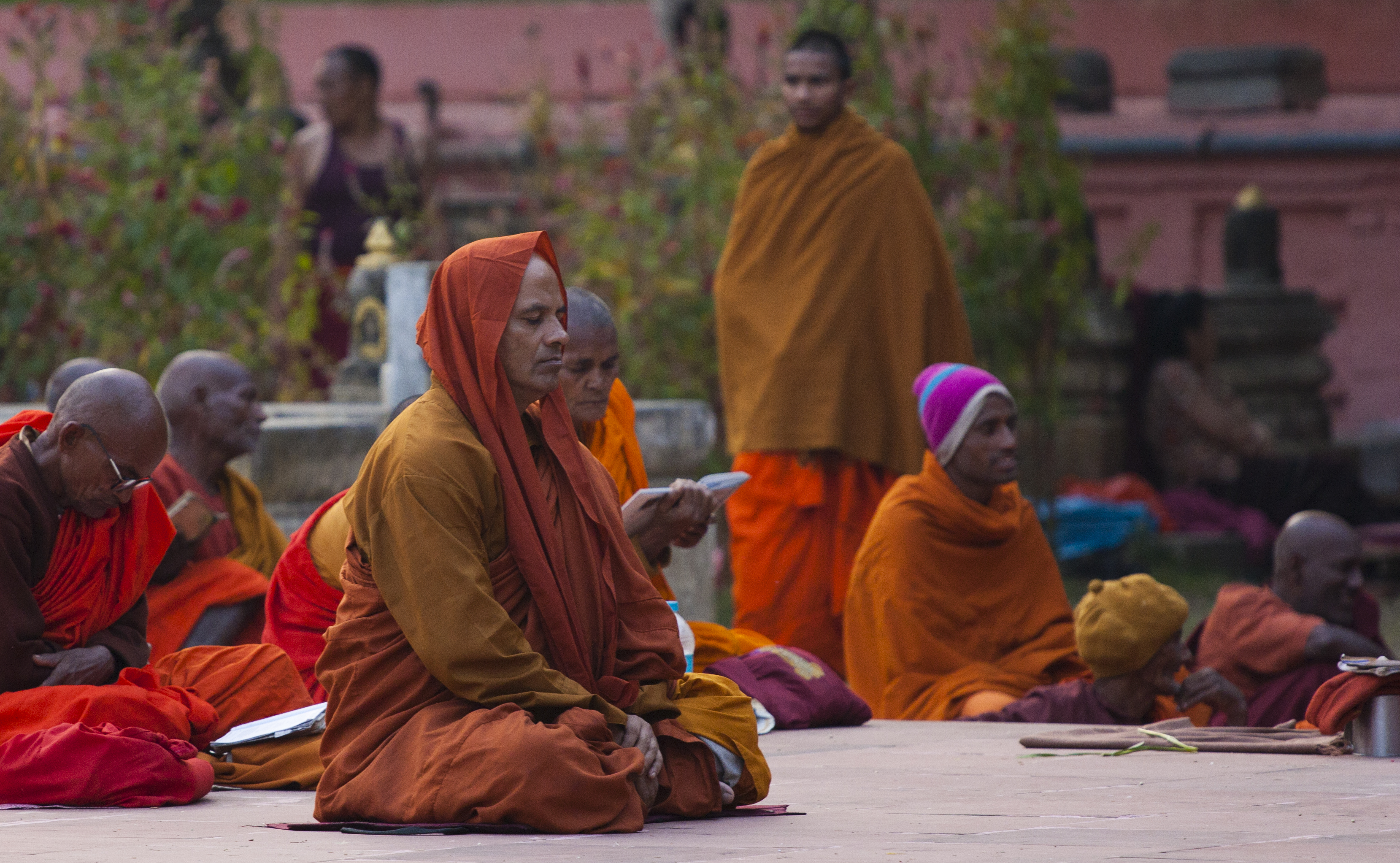
Buddhističtí mniši v Bódhgaji, jednoho ze čtyř hlavních poutních míst buddhismu

Buddhismus je učení, které existuje více než dva a půl tisíce let. Buddhisté věří v cyklus zrození, života a smrti. Věří také, že z tohoto sledu je možno se vymanit a dosáhnout nirvány. Buddha – Siddhártha Gautama se narodil pravděpodobně roku 560 př. n. l. Jeho učení hlásá nenásilí, soucit, snahu o dosažení moudrosti. Po Buddhově smrti se učení rozdělilo na dvě hlavní školy buddhistického myšlení – théravádový a mahájánový. Théravádový buddhismus je způsob cesty ke spáse, užívaný hlavně mnichy. Mahájánový buddhismus pohlíží na Siddhárthu Gautamu jednak jako na historickou postavu, jednak jako na učitele, na jehož věčné, nefyzické tělo můžeme meditovat (v jistém smyslu tedy jako na "nadpřirozenou postavu") Věří také, že existovalo, existuje a bude existovat mnoho dalších Buddhů. Mahájánový buddhismus je rozšířen hlavně v Japonsku, Koreji, Číně, Mongolsku, Tibetu a Nepálu.

### Buddhismus dnes
Dnes dochází k oživení buddhismu v mnoha zemích, ve kterých bylo ve 20. století potlačováno. Buddhismus vzkvétá v Číně, v Mongolsku, Tibetu. V Bhútánu a v Myanmaru je dokonce státním náboženstvím. V posledních letech se také obrátilo na tuto víru i několik milionů indických "nedotknutelných".

## Křesťanství

Počet křesťanů vyjádřený v procentech

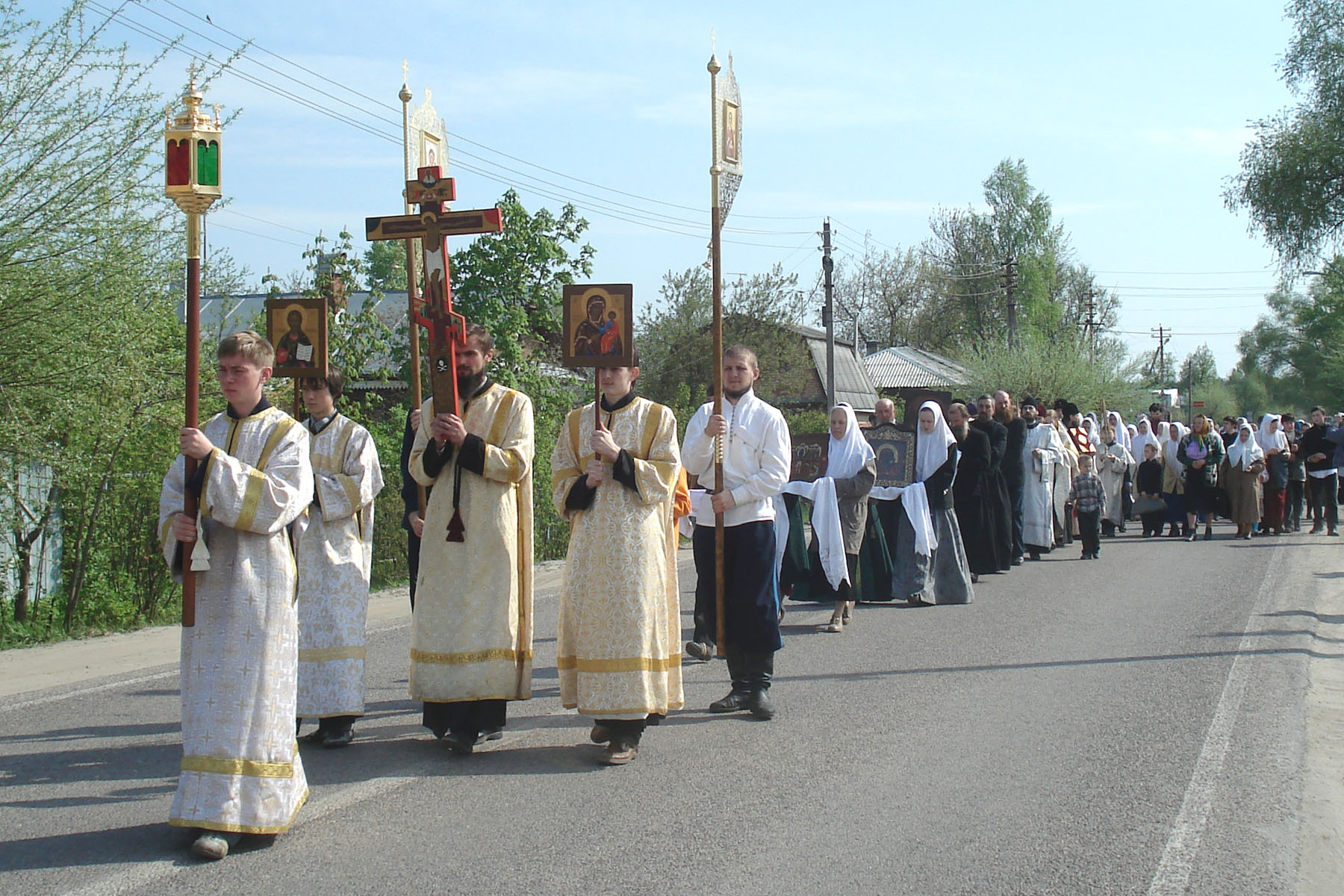
Křesťanské procesí ruských pravoslavných

Křesťanství je dnes největším náboženstvím na světě. Odhaduje se, že celkový počet jeho vyznavačů jsou více než dvě miliardy věřících, rozdělených do více než dvaceti tisíc různých sekt či církví. Je to náboženství monoteistické, vzniklé v 1. stol. v Palestině po ukřižování Ježíše Nazaretského. Jeho učení se rozšířilo nejprve v Jeruzalémě v židovském prostředí a posléze i v prostředí pohanském v celé římské říši. Posvátnou knihou křesťanů je soubor spisů, nazývaný Bible – Písmo svaté – o kterém křesťané věří, že obsahuje pravdy Bohem zjevené. Bible má dvě části – Starý zákon převzatý z judaismu a Nový zákon, kterým byla ve 2. stol. Bible doplněna.

### Křesťanství dnes
Křesťanství je v současné době rozděleno na 3 hlavní proudy:
Protestanti a katolíci převažující na Západě – západ Evropy, obě Ameriky a Austrálie. Dále převažují na Filipínách a velmi výrazný podíl mají v subsaharské Africe. Významný podíl katolíků je též v Jižní Koreji.
Pravoslaví převažuje ve Východní a Jihovýchodní Evropě a v Gruzii. Na Blízkém a Středním východě se vyskytují ještě Starobylé východní církve, ovšem většina obyvatelstva se k nim hlásí pouze v Arménii a kolem 40 % etiopské populace.

## Islám

Počet muslimů vyjádřený v procentech

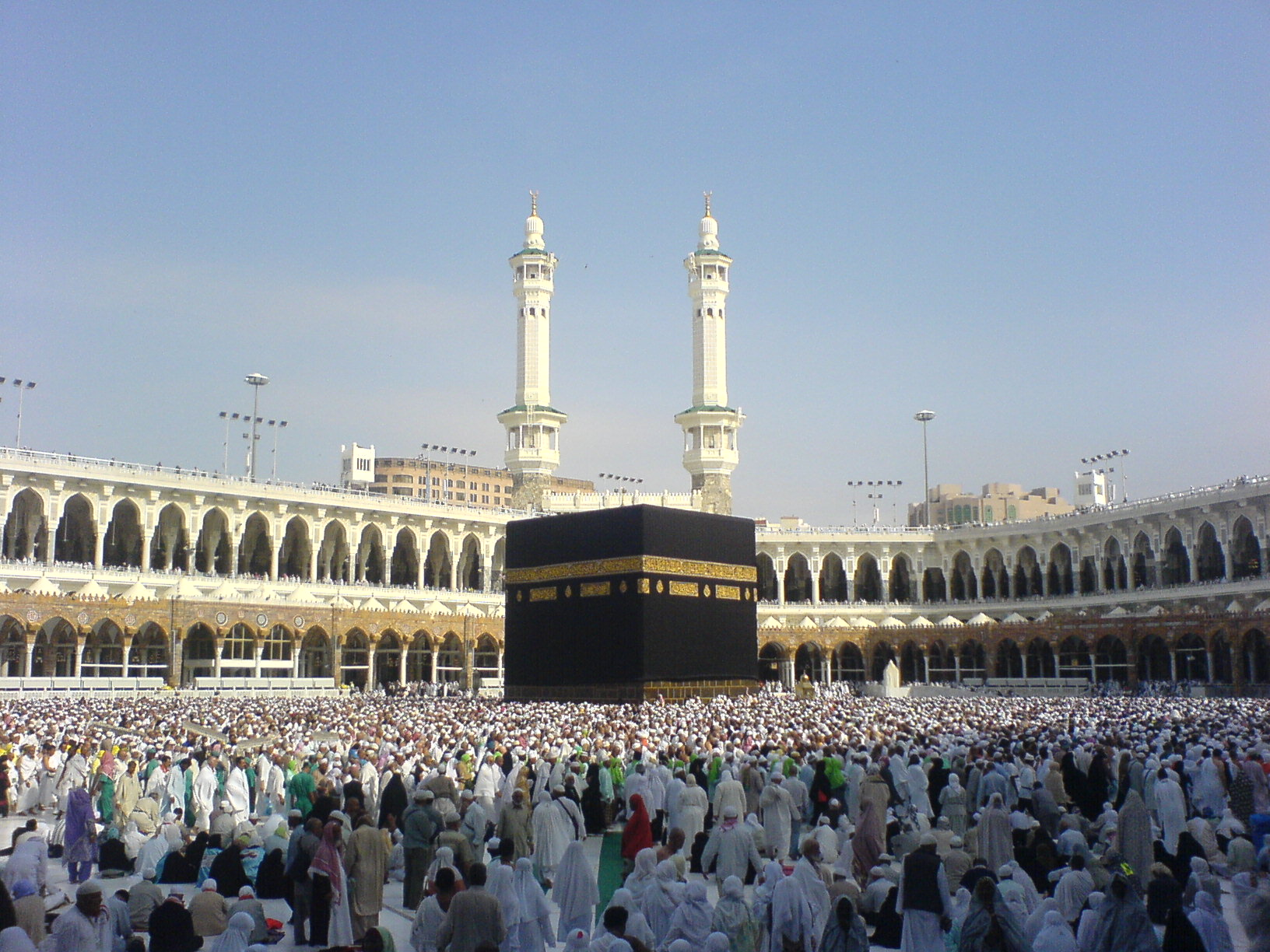
Ka'ba v mešitě Al-Masdžid al-Harám s muslimskými poutníky

Islám je monoteistické náboženství, vzniklé v 6. stol. v oblasti dnešní Saúdské Arábie. Posvátnou knihou islámu je Korán, který definuje způsob života věřících – muslimů – jak po světské tak i duchovní stránce. Muslimové věří, že jediný bůh posílal čas od času proroky jako byli Abrahám, Mojžíš a Ježíš, aby ukázali lidem, jak mají žít. Protože jejich poselství nebyla dostatečně oceňována, poslal bůh posledního a největšího proroka Muhammada, tomu odhalil svou vůli v řadě zjevení, která pak byla bezchybně zaznamenána v Koránu.

### Islám dnes
Největší muslimská komunita žije v Indonésii, kde tvoří přes 90 % obyvatelstva. Do roku 2050 by Indie mohla dosáhnout stejného počtu muslimů jako Indonésie, zůstane však většinově hinduistická. Ve východní Evropě existují velké muslimské komunity zejména v Albánii, Makedonii a jižních státech dřívějšího Sovětského svazu. Muslimové dnes převažují ve třiceti zemích světa a v dalších zemích jako v Nigérii, Indii, na Filipínách či v severozápadní Číně tvoří podstatnou část obyvatelstva.
Islám je nejrychleji rostoucí náboženství na světě. Washingtonský think-tank Pew Research Center k tomu v roce 2017 uvedl, že do konce 21. století by mohl být i náboženstvím nejrozšířenějším.

## Sikhismus

Počet sikhů vyjádřený v procentech

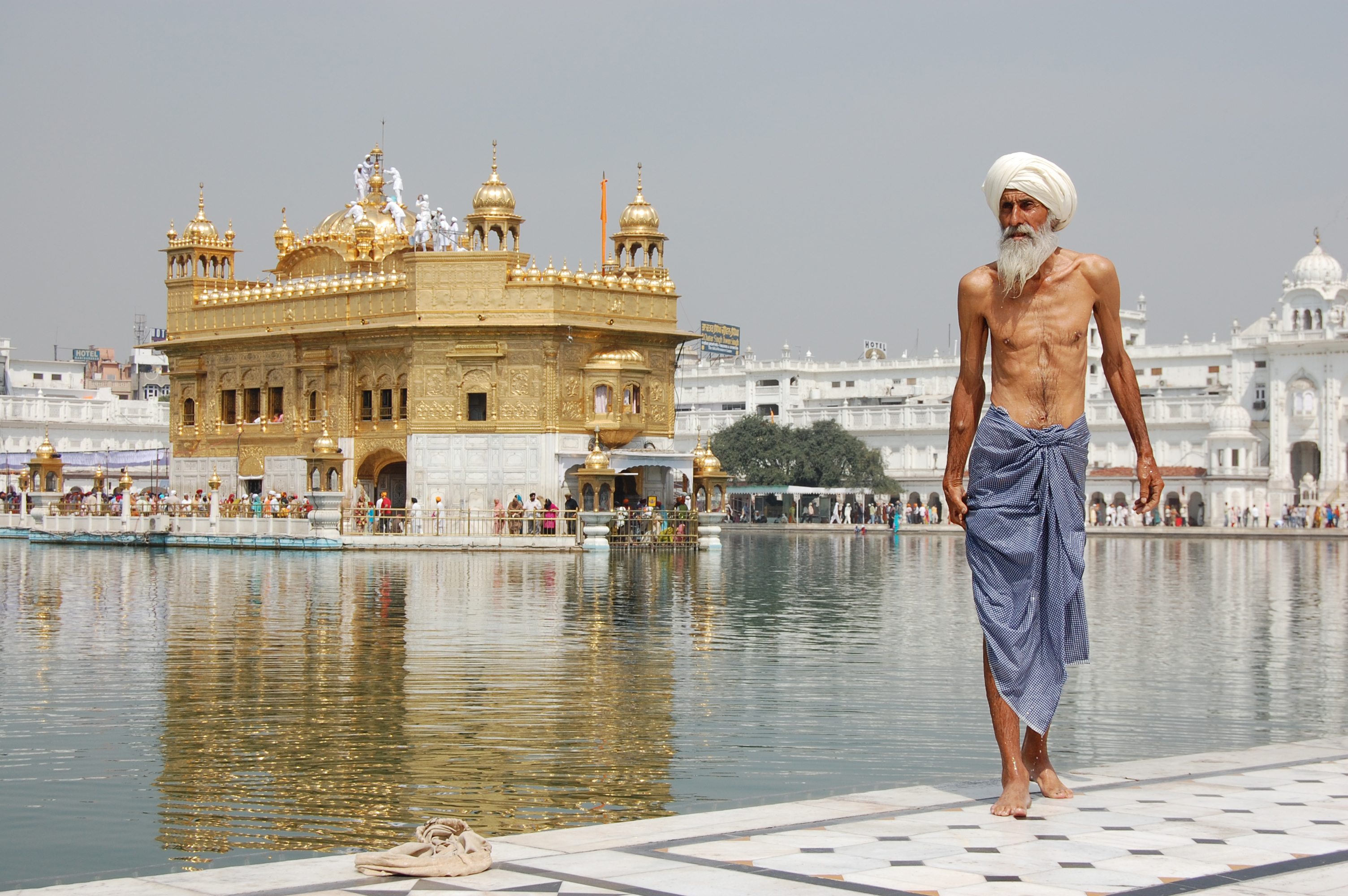
Sikhský poutník u Zlatého chrámu v Amritsaru

Sikhismus založil Guru Nának, narozený r. 1469 v Talávandí, v indickém Paňdžábu, dnešním Pákistánu. Vážil si jak hinduismu tak islámu. Věřil, že žádné z obou náboženství neříká pravdu o Bohu. Jeho poselství zahrnovalo mnoho vážených hinduistických i muslimských vět a jiné naopak ignorovalo. Sikhismus klade důraz na osobní vztah k bohu, hlásá, že existuje neustálý cyklus zrození, života a smrti, kterým musí procházet každý. Cílem duše je návrat k bohu, proto se jedinec musí ukáznit, žít podle určitých pravidel a mravních zásad. Především však musí žít skromně a neustále sloužit druhým. Náboženským střediskem je Zlatý chrám v Amritsaru.

### Sikhismus dnes
V roce 1947 byl Paňdžáb, vlast sikhismu, rozdělen a dva miliony šest set tisíc sikhů se z části, která připadla Pákistánu, přestěhovala do Indie. Mnoho sikhů odešlo do Británie nebo Severní Ameriky. Stále méně z nich dodržuje tradice, např. dohodnuté sňatky. Také se stále méně sikhů žijících mimo Paňdžáb učí jazyku svých předků, což vede ke stále menší úctě k původnímu „čistému“ sikhismu.

## Zoroastrismus

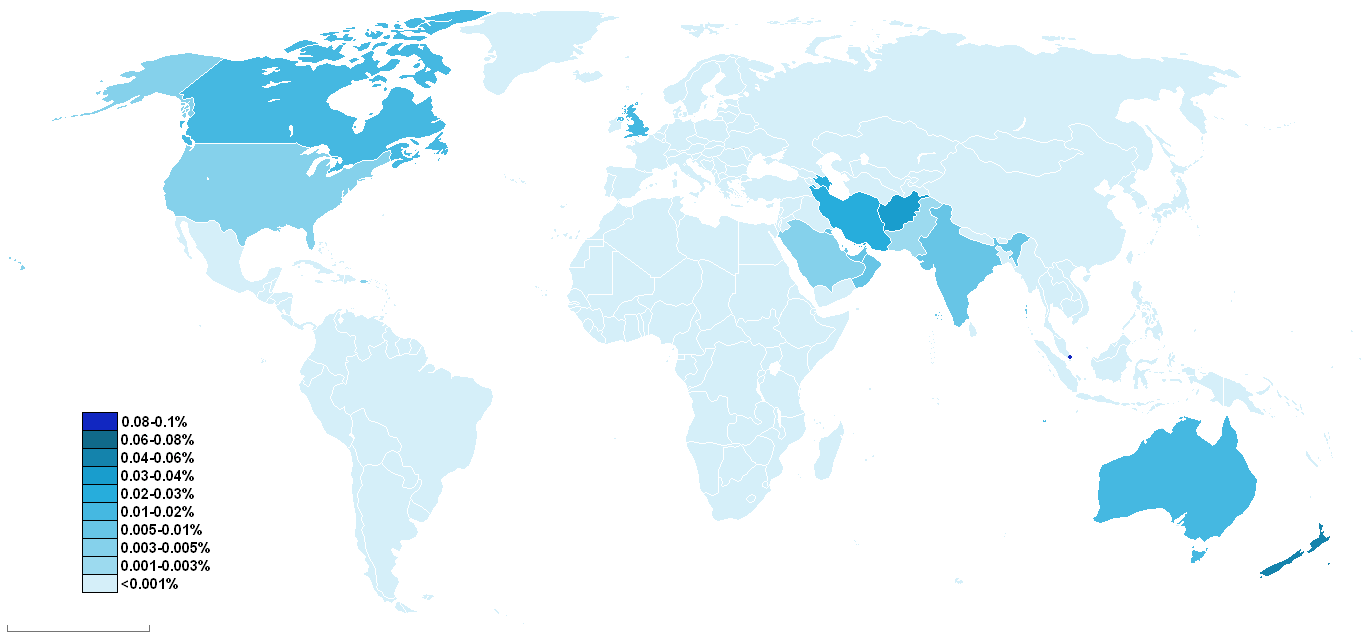
Počet zoroastrovců vyjádřený v procentech

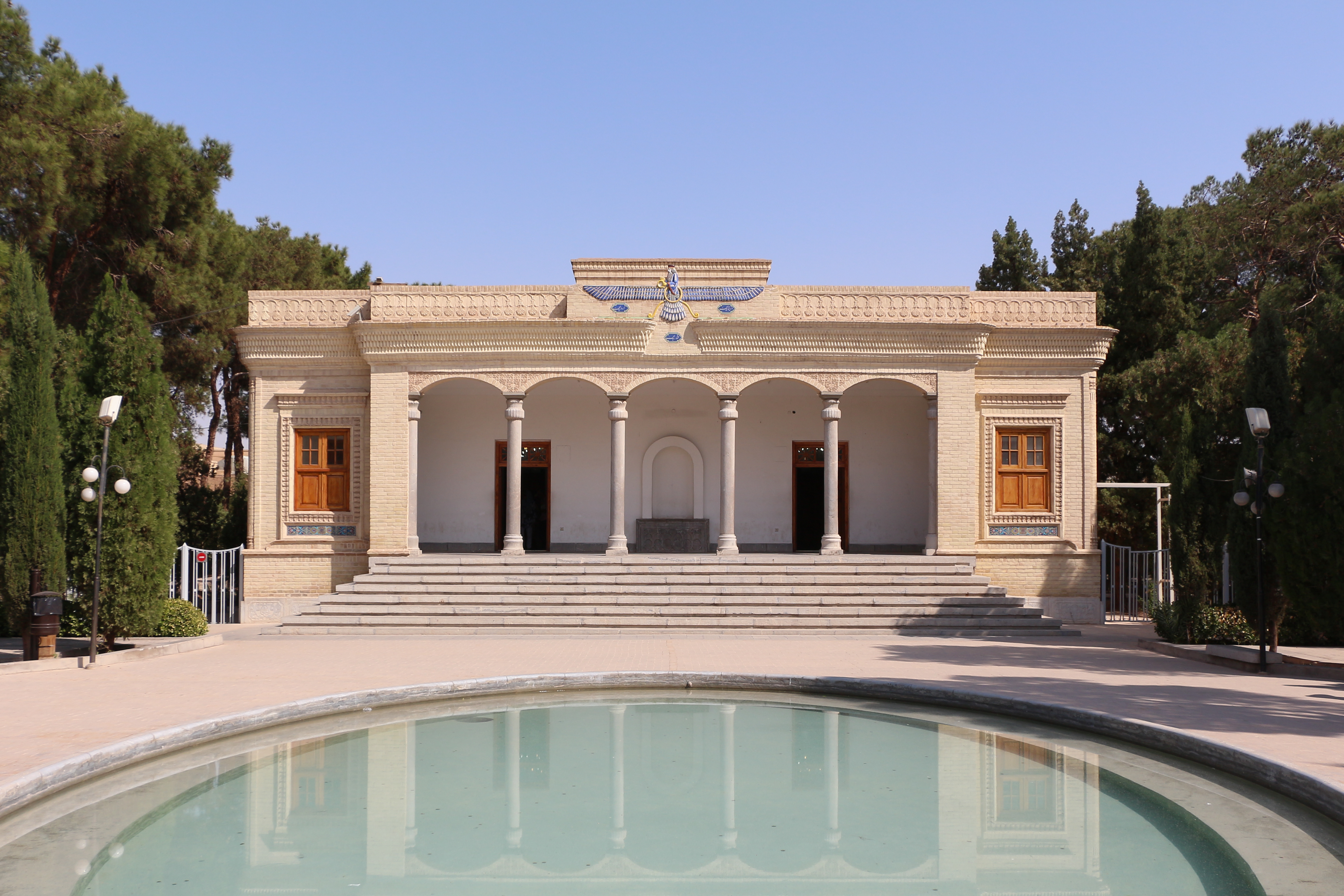
Zoroastriánský chrám ohně v Jazdu, Írán

Zoroastrismus nebo zarathuštrismus (někdy také mazdaismus nebo pársismus) je založen na učení perského proroka Zarathuštry (Zoroastera). Datum jeho narození se odhaduje kolem roku 1000 př. n. l. Toto staroperské náboženství učí, že veškerá existence je založena na neustálém boji bohem dobra nazývaným Ahura Mazda a bohem zla – jeho dvojčetem – jménem Angra Mainju. Tento dualismus tvoří jádro zoroastrismu. Stoupenci tohoto učení pevně věří v konečné vzkříšení, poslední soud, muka v pekle a radost v nebi. Tato víra nalezla zřejmý ohlas v judaismu, křesťanství i islámu. Zajímavostí je, že zoroastrovské kněžství je dědičné, kněžské rodiny po staletí udržují náboženské poznání. Mudrc či mág, který sledoval hvězdu z východu až k novorozenému Ježíškovi, mohl být zoroastrovec.

### Zoroastrismus dnes
V současnosti je počet vyznavačů zoroastrismu nízký, což je způsobeno dlouhým pronásledováním a postupnou konverzí k islámu. Odhaduje se, že na světě žije mezi 124 000 a 190 000 zoroastristů. Z toho však většina nežije v Íránu, ale v Indii, kam emigrovali po pádu Sásanovské říše a kde jsou známí jako Pársové. V původní vlasti Íránu žijí ve městech Teherán, Jazd, Kermán a Kermánšáh, kde mluví zvláštním dialektem perštiny, a ve střední Asii. Komunity zoroastristů existují i v Pákistánu, Severní Americe a Austrálii.

## Další směry řazená ke světovým

### Džinismus

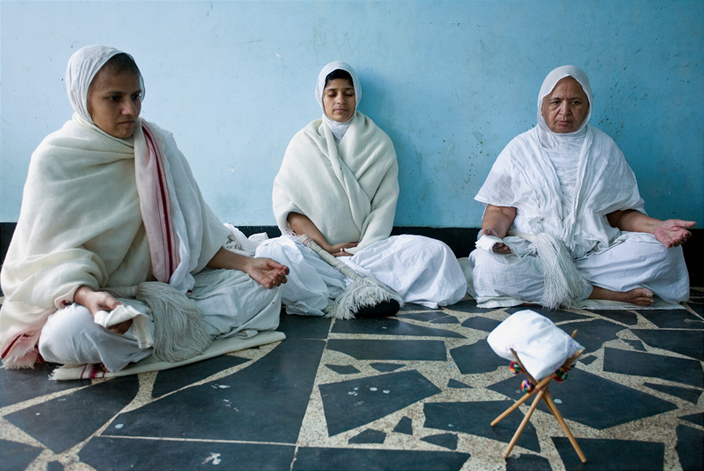
Džinistické mnišky při meditaci

Džinismus nebo džainismus je indické asketické náboženství, které vzniklo jako reakce na hinduismus a jeho kastovní systém. Je starším než buddhismus, který vznikl z podobných příčin. Tvůrcem náboženství byl v 5. století př. n. l. Vardhamána Mahávíra, přezdívaný Džaina. Džinisté se dělí na dvě hlavní skupiny (sekty) – digambary (větrem odění) a švétambary (bíle odění). Někteří mniši sthánakavásinů (vznikli oddělením se od švétámbarů) mají přes ústa pruh látky, jiní před sebou při chůzi nebo před usednutím zametají jen proto, aby neusmrtili ani toho nejmenšího tvora. Všichni džinisté jsou vegetariáni. V současné Indii vzrůstá zájem o mnišský život, zejména mezi mladými lidmi.

### Taoismus

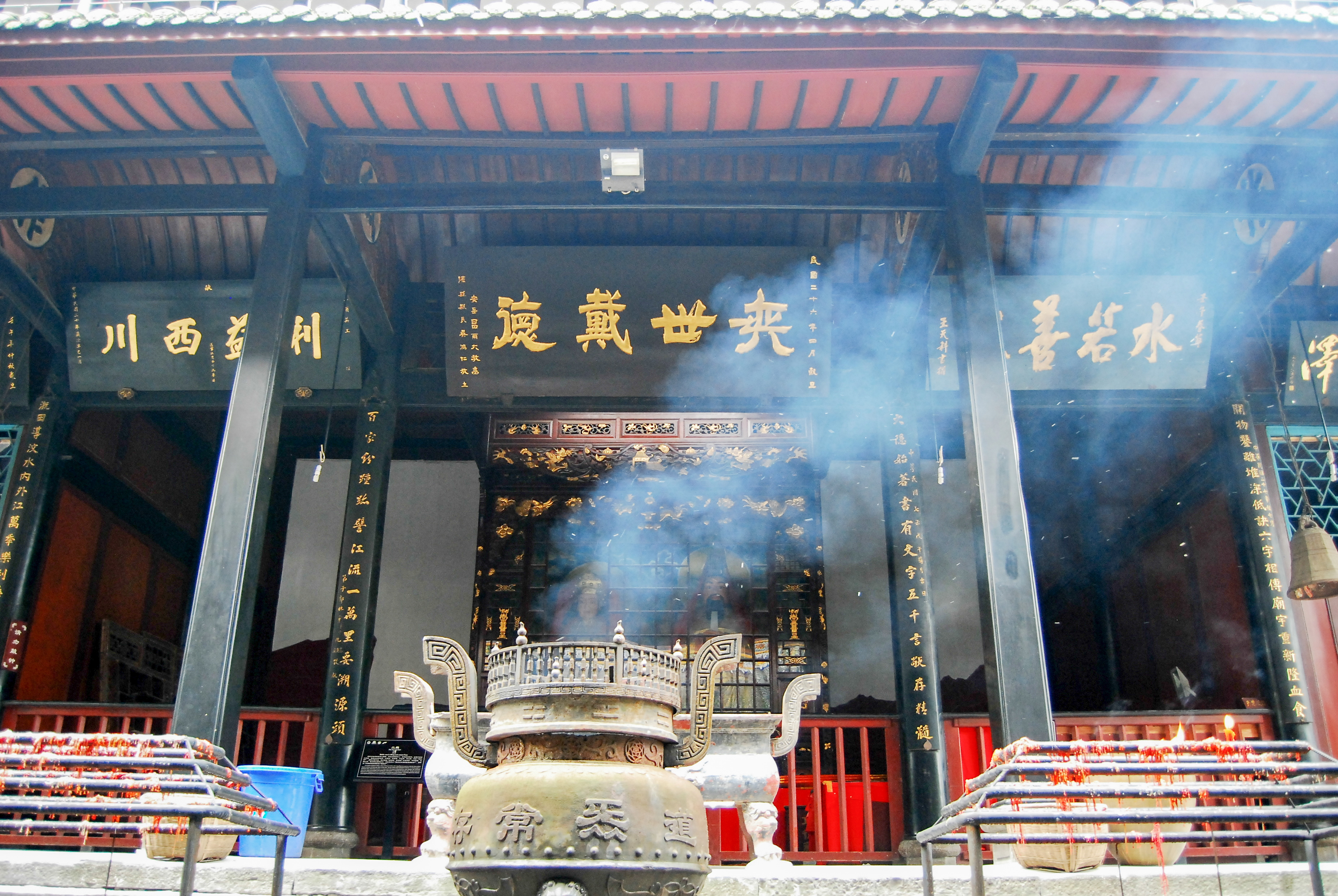
Taoistický chrám v čínském S’-čchuanu

Kořeny tohoto světového názoru pocházejí z doby kolem 2000 let př. n. l., takže jde o nejstarší náboženství Číny. Jeho název je odvozen z čínského znaku pro tao – cesta. Tao je však podle starověkých čínských myslitelů více než cesta, je to také zdroj všeho, co na světě existuje. stejně jako v konfucianismu vytvářejí obě přírodní síly – jin a jang – svou vzájemnou interakcí energii života. Všechen život pak umožňuje čchi, životní energie či dech vesmíru, který se vyskytuje ve všem a v každém. Taoisté proto používají různá dechová cvičení a jógu a snaží se udržet vyrovnaný způsob života, aby si zachovali své čchi, neboť ustane-li jejich čchi, ustane i jejich život.

### Konfucianismus
Přesně řečeno není konfucianismus náboženství, nýbrž způsob života zde na zemi. Tento mravní kód sestavil Kchung-fu-c´ (asi 551–479 př. n. l.), na Západě známý jako Konfucius. Ten učil, že nebe a země by byly v souladu, kdyby každý poslouchal ty nad ním a spravedlivě jednal s těmi, kdo jsou pod ním. V konfuciánském systému se vše skládá z principu jin (ženského) a jang (mužského), přičemž ženský princip je receptivní a poddajný, zatímco mužský princip je aktivní a nepoddajný. Oba tyto principy je potřeba udržovat v rovnováze. To pak přinese dobrou úrodu, prosperitu a štěstí.

### Šintoismus

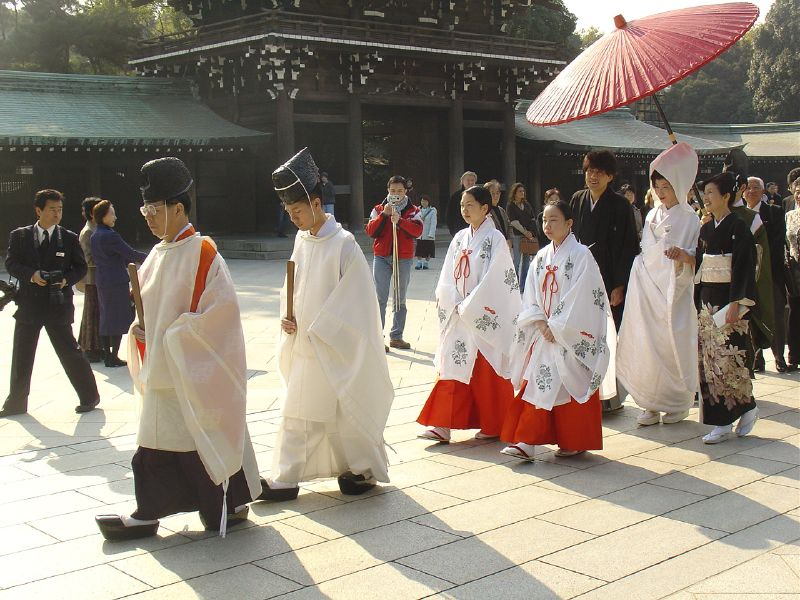
Tradiční šintoistická svatba ve svatyni věnované císaři Meidži

Šintoismus má svůj domov v Japonsku a znamená "cesta bohů". Přesný původ šintoismu není znám. Jeho podstatu tvoří uctívání tzv. kamiů – duchů a bohů. Těch podle této víry existuje asi 80 milionů. Hlavním kami je sluneční bohyně Amaterasu. Naučila Japonce pěstovat rýži a tkát látky. Bůh Tenman je uctíván hlavně u studentů jako bůh učenosti, bohem rýže je Inari, Hačiman je bohem války a válečníků. Šintoismus má mnoho svátků, hlavní svátky se slaví na Nový rok, v době sázení rýže na jaře a v době sklizně na podzim. Kněží ve svatyních obětují určitým kami obětinu v podobě „koňské hlavy“, neboť podle této víry koně byli posly bohů.

### Bahá’í (bahá'ismus)

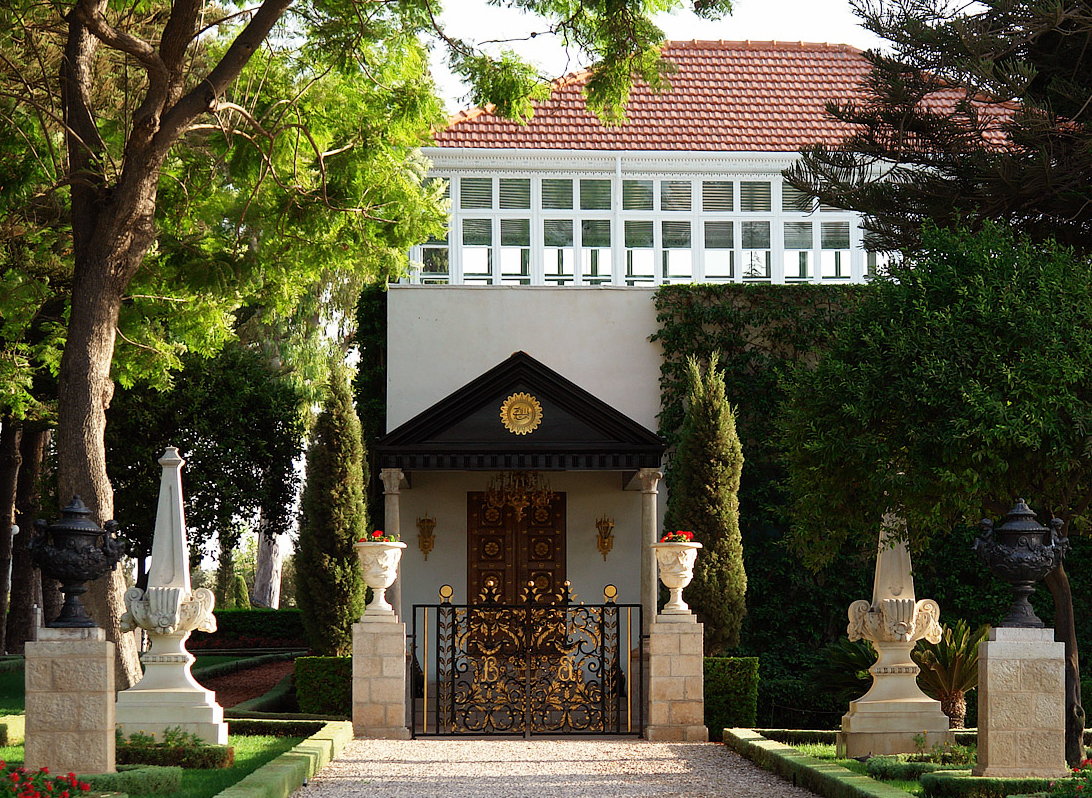
Bahá'u'lláhova svatyně, Akko v Izraeli

Víra bahá’í vznikla v Íránu. Jde o jedno z nejnovějších světových náboženství, které má dnes údajně přes sedm milionů členů po celém světě. Založil ho Mírzá Alí Muhammad (1819–1850), ší'itský muslim, který se prohlásil za prvního z pokračovatelů proroků v linii Muhammada. Učení Bahá’í tvrdí, že Bůh, který je transcendentní a nepoznatelný, poslal mnoho poslů či proroků: Kršnu, Buddhu, Krista a také Muhammada. Každý z nich založil jedno světové náboženství. Podstata tohoto učení je víra, že jedině odmítnutím světového řádu, založeném na množství států a mnohosti náboženství dosáhne lidstvo duchovní moudrosti. Zdůrazňuje boží jednotu, uznává jednotu proroků, a vyznává princip celistvosti a jedinosti lidstva. Stejně jako v islámu je v bahá'ismu zásadní modlitba, provádí se třikrát denně, zákaz alkoholu a drog, cizoložství a předmanželského sexu. Na rozdíl od islámu se věřící modlí obráceni tváří k Akře v Izraeli, kde je pochován velký prorok Bahá'u'lláh.

## Zaniklá světová náboženství

### Manicheismus

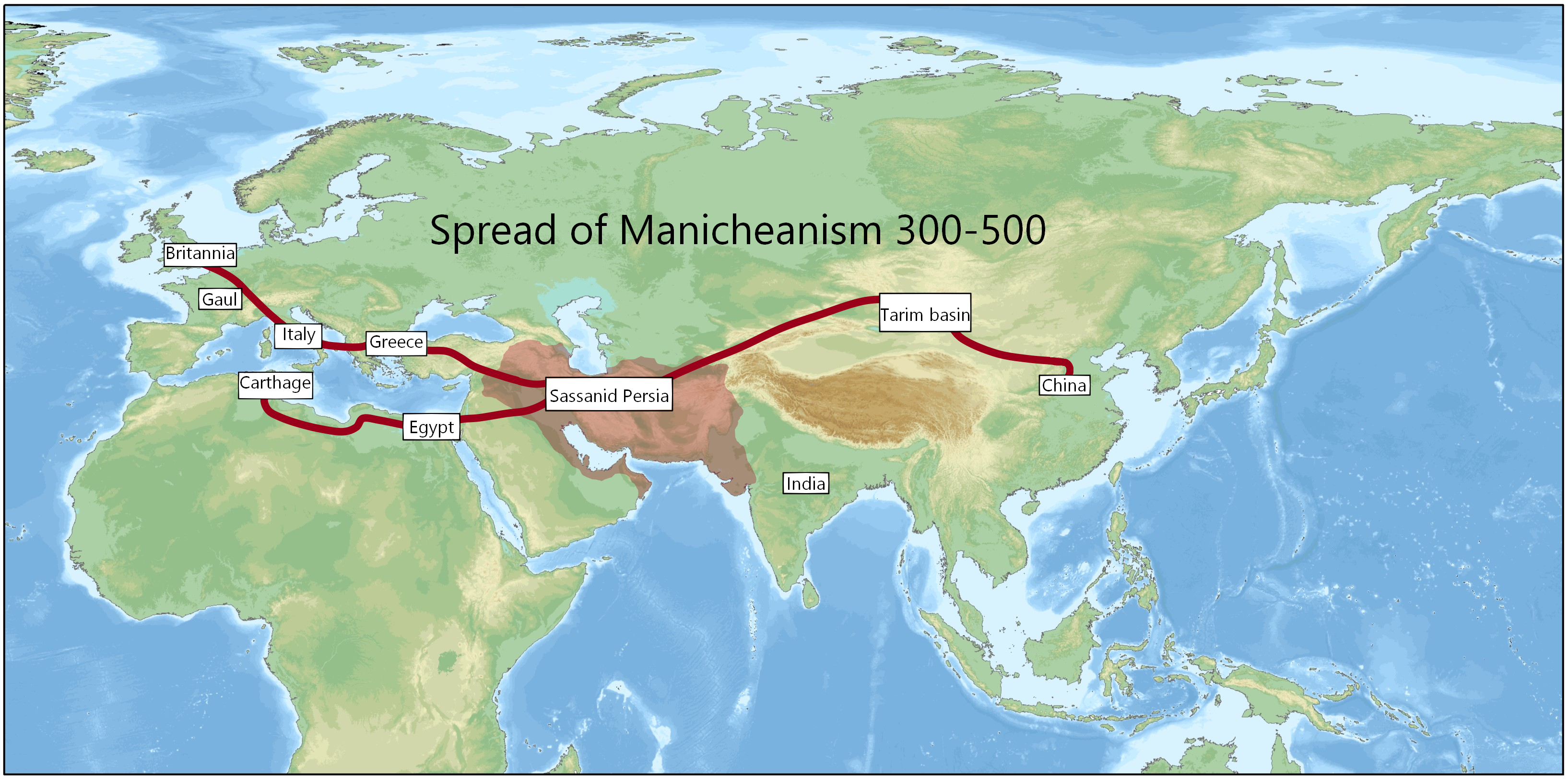
Šíření manicheismu po světě

Manicheismus nebo manichejství je dnes již vymizelé světové náboženství, kdysi rozšířené od západní Evropy (kde zaniklo v 7. století), severní Afriky, přes Blízký východ (do 10. století, kdy ustoupilo islámu), střední Asii (14. století) až po Čínu (kde se udrželo až do 17. století a byly nalezeny jeho nejpozdější a nejzachovalejší formy s největším počtem památek). Bylo založeno v Babylonii v sásánovské Persii prorokem Máním (přibližně roku 216–276) ve 3. století. Bylo ovlivněno gnosticismem a spojovalo v sobě staroperské náboženské představy zoroastrismu s křesťanstvím, apokalyptickým judaismem a buddhismem, přičemž se považovalo za vyvrcholení všech těchto náboženství, a sám Mání se pokládal za „Pečeť proroků“ (tj. Krista, Buddhy, Zarathuštry, Kršny a Elchasaie[zdroj?]). Po jeho smrti se manicheismus rozšířil do světa a přizpůsobil se tamním kulturním podmínkám, přesto se stal pronásledovaným náboženstvím: byl potírán v římské říši, ale i buddhisty v Asii, stejně jako taoisty nebo konfuciány v Číně. Komunity manichejců přežívaly v Číně až do 17. století. Manicheismus je stále formálně zakázaným náboženstvím ve Vietnamu.[zdroj?]